# Camerano
Pour les articles homonymes, voir Camerano (homonymie).
Camerano est une commune italienne d'environ 7 254 habitants, située dans la province d'Ancône, dans la région Marches, en Italie centrale

## Géographie et géologie
La commune s’étend sur une zone de 19,81 km² et contient les hameaux d'Aspio Terme, Colle Lauro et San Germano.  La zone du sous-sol de Camerano, appelée « ville souterraine » ou « grottes de Camerano », est creusée dans le grès et parcourt le sous-sol du centre historique de manière labyrinthique. On a longtemps considéré que les nombreux galeries étaient le reste d’anciennes carrières de grès ou des lieux pour conserver le vin. Les explorations ont également révélé la présence dans presque tous les environnements d’embellissements architecturaux, de bas-reliefs et de détails décoratifs : voûtes en dôme, en voile ou en tonneau, salles circulaires et colonnes particulières, décorations avec frises, motifs ornementaux et symboles religieux constituent l’une des constantes de l'ensemble du réseau souterrain.
L’origine officielle demeure incertaine en raison du manque de documentation historique ; il existe en revanche une tradition orale dont l’expression la plus courante affirme que :
« De Camerano, il y en a plus en dessous qu’au-dessus. »  
Cette tradition orale tend à expliquer le grand développement planimétrique du parcours hypogéen et à affirmer que « les grottes sont aussi anciennes que le pays est ancien ». 
Camerano semble avoir une origine très ancienne, les premières colonies préhistoriques qui ont émergé dans la zone d’expansion de la construction du pays remonteraient à l’époque néolithique (-3000) ;  plus d’une centaine de tombes picéniennes situées dans le quartier de S.Giovanni peuvent être datées entre -3000 et -900. Tout cela placerait l’origine de la ville souterraine à une période très lointaine. Les galeries creusées à cette époque devaient être très étroites et creusées pour des raisons pratiques comme la conservation de la nourriture, la recherche de l’eau, une habitation plus sûre et alternative aux cabanes en surface. 
Actuellement, il ne reste rien de cette époque, les grottes qui peuvent aujourd’hui être visitées sont le fruit de modifications et d’élargissements effectués au cours des siècles, du Moyen Âge à la première moitié du XXe siècle, jusqu’à la fin de la Seconde Guerre mondiale. En plus des utilisations pratiques, les grottes ont été utilisées dans le temps comme lieux de culte et de réunion ; en attestent deux églises hypogéennes qui se trouvent à l’intérieur du parcours et des salles à plan circulaire et octogonal avec frises et symboles religieux, liées à des ordres de moines guerriers et hospitaliers. Une autre fonction fondamentale de la ville souterraine est la protection, les tunnels souterrains permettaient à la population de se cacher en cas de sièges et de menaces. Encore en 1944 tout le système hypogéen fut affecter à l’abri contre les bombardements pour la population qui s’y réfugia jusqu’à deux semaines consécutives.

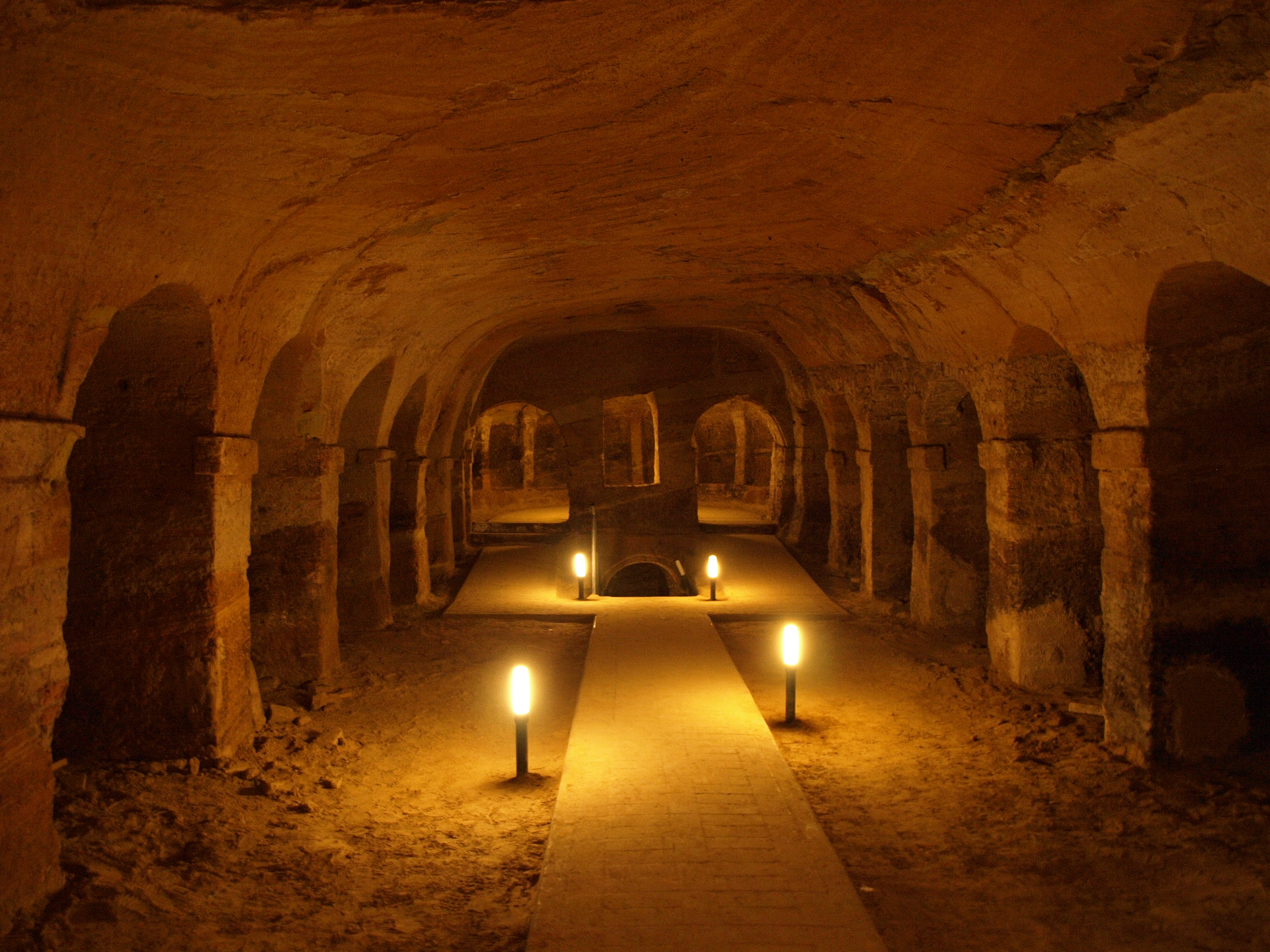
Eglise souterraine de Camerano

## Histoire
Les vestiges archéologiques ont apporté des informations d’une première implantation humaine sur la colline depuis l’époque néolithique (IIIe millénaire av. J.-C.). Dans le quartier de la vieille forteresse, à la périphérie nord-ouest du village, les fouilles de la Surintendance archéologique d’Ancône ont révélé en 1968 une implantation avec des matériaux de type subappennique, tandis que dans le quartier S. Giovanni ont été découverts par la suite des restes de colonies du Néolithique et de l’âge du bronze.
Malgré cela, on pourrait dire que Camerano est née comme village de cabanes au sommet d’un « escalier » dans la période Picénienne. En témoigne une nécropole portée à la lumière des excavations accomplies dans les siècles suivants, qui ont mis au jour plus de cent tombes picèniennes datant du XI au IIIe siècle av. J.-C., témoignant ainsi du fait que le village fut l’un des premiers centres habités picéniens de la région des Marches. Le matériel trouvé est conservé dans le musée archéologique national des Marches d’Ancône ; quelques pièces d’origine celtique, grecque et picena, en revanche, sont conservées sur place à l’antiquarium Comunale.
Pendant la période romaine, le centre habité semble s’être réduit et les gens s’être dispersés dans les campagnes ou villages environnants, tandis qu'à l’époque médiévale le centre-ville se recompose pour prendre la forme du centre-ville historique d’aujourd’hui.
La plus ancienne source documentaire médiévale qui semble concerner Camerano est celle du Code bavarois (liber Traditionum ecclesiae Ravennatis), de la seconde moitié du Xe siècle, où il est fait référence au monastère féminin de Santa Maria et Sant'Agata, à l’intérieur du diocèse de Numana et qui semblait être situé à Camerano dans la zone environnante de l’actuelle église de S. Francesco. D’autres sources documentaires importantes sont deux privilèges pontificaux de 1177 et de 1183 où le pays est nommé comme « Castro Camurani », qu’il convient donc de reconnaître comme un véritable castrum médiéval.
En 1198, Camerano figurait, pour la première fois, comme commune indépendante et appartenant à la ligue des communes créée pour contrer Marcovaldo envoyé par Enrico VI. 
En 1212, à Camerano figuraient également deux consuls : Bernardo Ionathe et Stefano Marchi, signes clairs d’une courte période où la ville fut une commune libre, avant de finir dans la période suivante sous le contrôle de la plus grande ville d’Ancône, devenant l’un des vingt châteaux d’Ancône qui avaient pour tâche de défendre l’aire du Conero, avec les châteaux de Varano, Poggio, Massignano, Sirolo. Sur le rocher du « Saxon » surgit probablement ce qui fut le premier château ou village fortifié.
De 1797 à 1798, la commune a été occupée par les troupes napoléoniennes et, par la suite, entre 1815 et 1819, elle a fait face à une période de grave famine.
Camerano a été annexé au royaume d’Italie en 1860 après la bataille de Castelfidardo. Après la Seconde Guerre mondiale et l’occupation allemande de 1943, la commune fut libérée par les Alliés en 1944 ; c’est pendant cette période que les labyrinthiques grottes furent utilisées comme refuge pour la population contre les bombardements.
L’aménagement urbain est resté presque inchangé jusqu’au début du XIXe siècle quand ont commencé à se développer de nouvelles zones d’habitation comme la « Piana » (via Garibaldi) et la « Speranza » (via Loretana), outre le noyau historique représenté par le « Borgo » (via G. Leopardi et via Cavallotti).

## Économie
Au début du XXe siècle commença à se développer l’artisanat qui caractérise encore la vie économique du pays. Vers 1940, à la suite de la croissance démographique, la zone urbaine s’étendit le long de la Via Loretana et dans le quartier de San Giovanni. Dans les années 1960, camerano connut un véritable boom économique et se transforma en centre industriel, par la constitution de nombreuses entreprises artisanales et industrielles, notamment dans le secteur des instruments de musique et, plus tard, du travail du bois, des métaux, du plastique, de l’habillement et de la production de vin, notamment le Rosso Conero, qui rend encore célèbre partout aujourd’hui le nom de Camerano.

## Culture
- Au cours de la dernière semaine d’août se déroule la fête du saint patron de la Ville, saint Jean-Baptiste. La dispute du plateau sacré est typique de la fête. Le pays est divisé en huit quartiers et chaque quartier se défie dans différents jeux pour obtenir le plateau. La fête a eu 35 ans en 2016.
- Dans la première semaine de septembre se déroule depuis 1995 la fête du Rosso Conero qui attire chaque année de manière croissante environ 15000 visiteurs.

## Monuments et patrimoine
- Église San Francesco dont la façade dénote les origines médiévales de l’édifice, notamment par son portail roman en pierre d’Istrie
- Cité souterraine de Camerano

## Personnalité liée à la commune
Carlo Maratta, né à Camerano en 1625 dont son Atelier à Rome employait près de cinquante peintres.

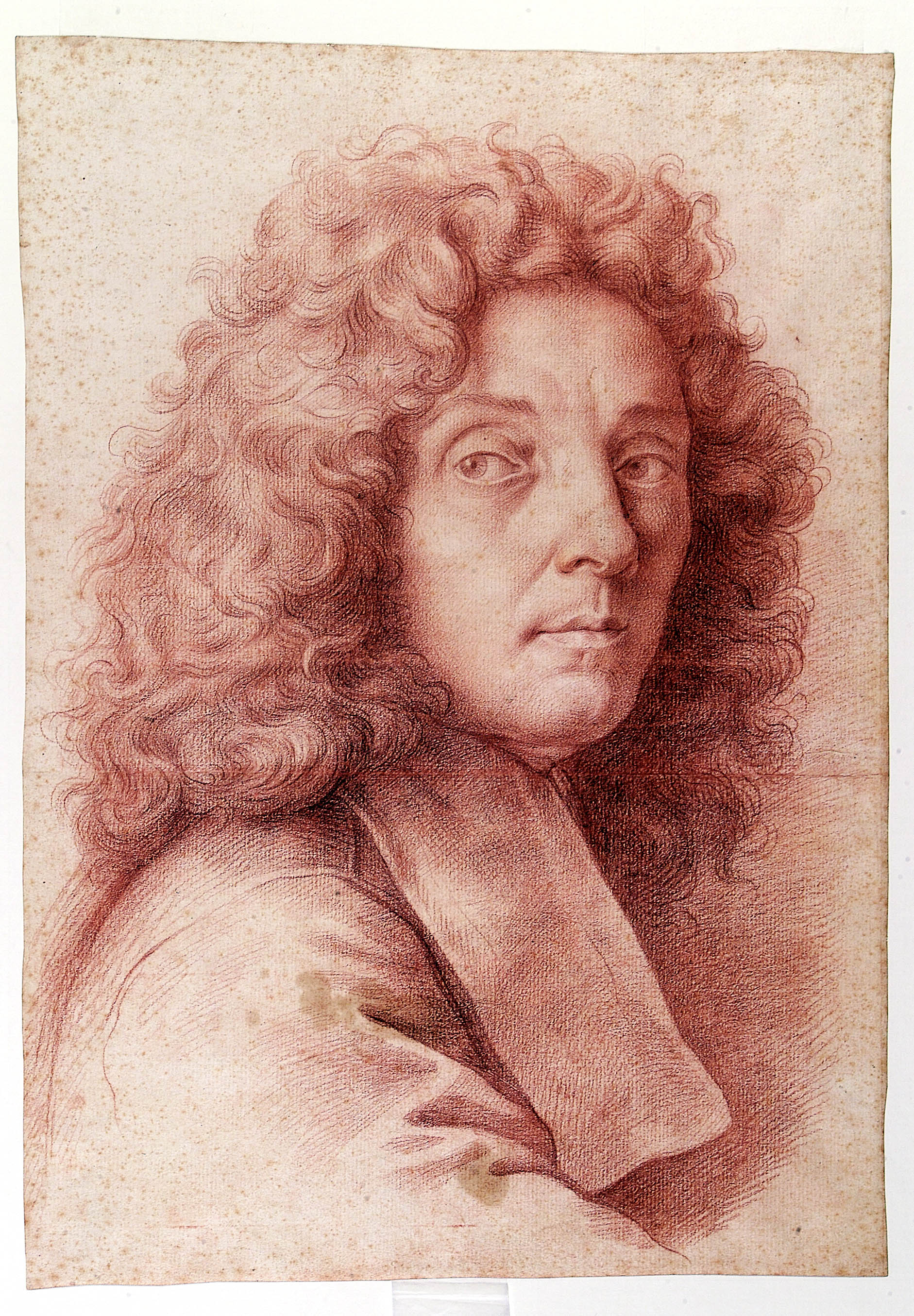
Autoportrait de Carlo Maratta
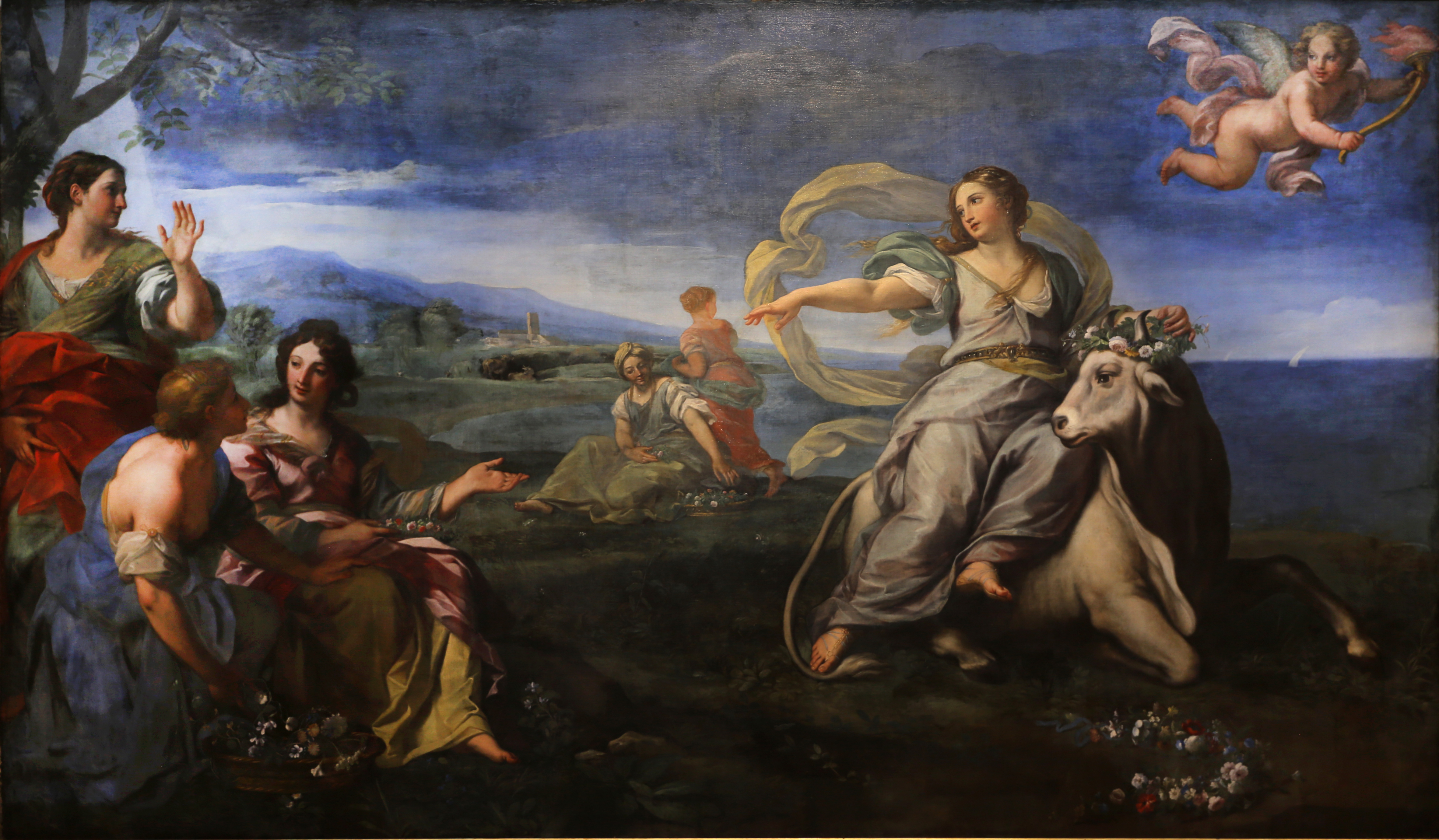
Carlo Maratta, l’enlèvement d’Europe, 1680-1685

## Administration
| Période                                  | Période | Identité | Étiquette | Qualité |
| ---------------------------------------- | ------- | -------- | --------- | ------- |
|                                          |         |          |           |         |
| Les données manquantes sont à compléter. |         |          |           |         |

### Hameaux
Aspio, San Germano

### Communes limitrophes
Ancône, Castelfidardo, Osimo, Sirolo